# 陈开虞
陈开虞，字大亨，陕西西安人。康熙二年至八年任江宁府知府，执政严肃，境内得到治理。康熙六年，依据《应天府志》，主持改修《江宁府志》，聘张怡主纂，邀请邓旭、白梦鼎、白梦鼐等乡人参与，网罗旧闻，采摭近事，康熙七年编纂完成。后人因为陈开虞是循吏，且能崇尚古代的道德，而建祠祭祀他。